# Johannes Heurnius
Johannes Heurnius (nato Jan van Heurne; Utrecht, 4 febbraio 1543 – Leida, 11 agosto 1601) è stato un medico e naturalista olandese.

## Biografia
Nacque a Utrecht e studiò a Lovanio e Parigi. Si recò quindi in Italia per studiare medicina all'Università di Padova, sotto la guida di Girolamo Fabrici d'Acquapendente e Girolamo Mercuriale, laureandosi nel 1566.
Scrisse della Grande Cometa del 1577; a quel tempo esercitava la professione di medico nella città a Utrecht. Nel 1581 divenne professore di medicina all'Università di Leida. Aveva già fama e buoni contatti con studiosi umanisti; fu quindi nominato ordinario nella cattedra che era stata di Gerardus Bontius, un precedente medico della facoltà.

Fu un pioniere dell'insegnamento clinico della medicina e ciò gli venne riconosciuto come merito. Da Padova portò nei Paesi Bassi non solo l'anatomia di Vesalio, ma anche tutta una serie di dimostrazioni anatomiche e una pratica di lavoro clinico. Non è chiaro, tuttavia, se la proposta del 1591 di Heurnius e Bontius di implementare l'insegnamento pratico sulle linee guida padovane sia stata accettata ufficialmente. 

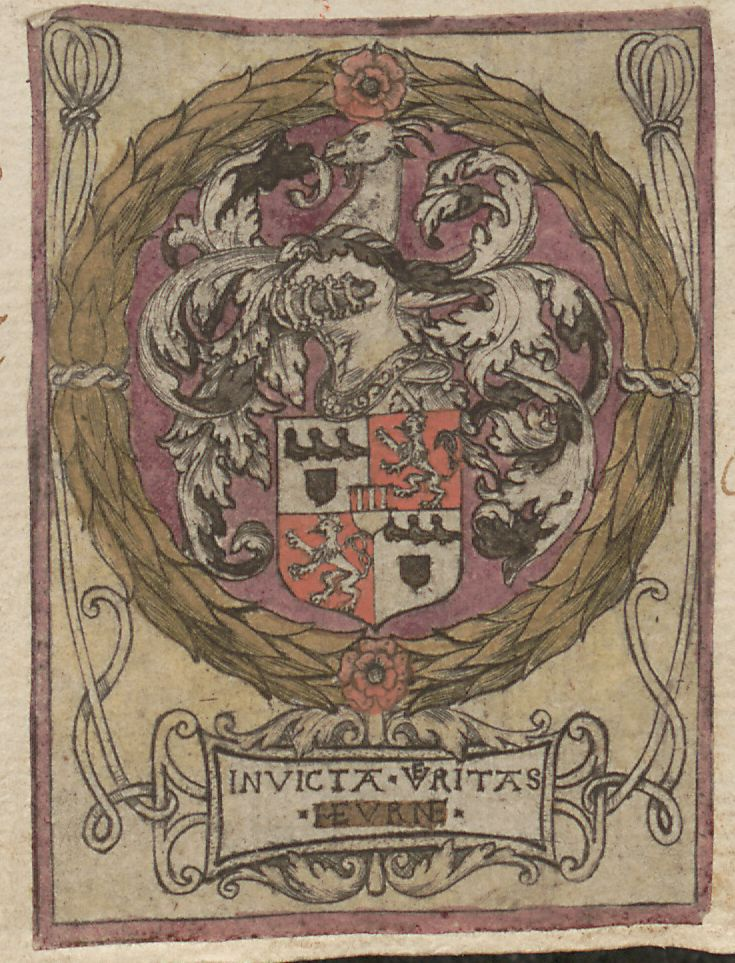
Ex libris araldico di Johannes Heurnius

 Le idee di Heurnius sull'insegnamento della medicina furono ampiamente trasmesse attraverso il figlio Otto, anch'egli medico, e da Franciscus Sylvius, Govert Bidloo e Herman Boerhaave. Dopo la morte del padre, Otto raccolse le sue lezioni, pubblicate nell'Opera Omnia, riguardanti la medicina sia in teoria che come disciplina pratica.
Johannes Heurnius morì a Leida, nei Paesi Bassi.
Suo figlio, Justus Heurnius (1587-1653?) fu medico, missionario e botanico ed il primo europeo a raccogliere, documentare e registrare molte delle piante del Capo sudafricano